# Francesco Guardi

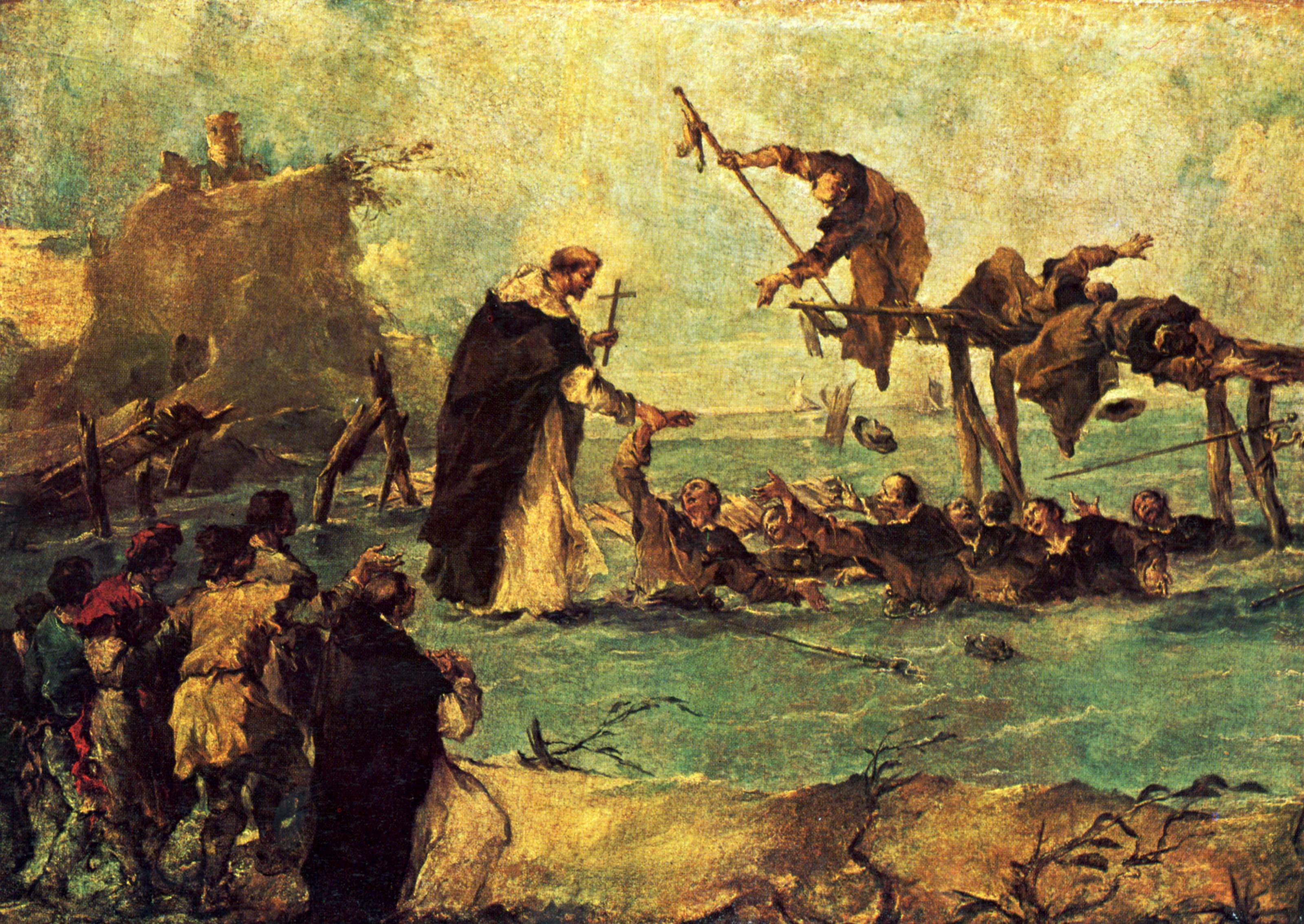
Milagro de un santo dominico (1763), Lugano, colección privada.

Francesco Lazzaro Guardi (5 de octubre de 1712-1 de enero de 1793) fue un pintor de vedute (pintura de paisajes) veneciano. Está considerado entre los últimos practicantes, junto con sus hermanos Gianantonio y Nicolò, y su hijo Giacomo, de la clásica escuela de pintura veneciana. Su pintura se caracteriza por colores expresivos y contornos esfumados.

## Biografía

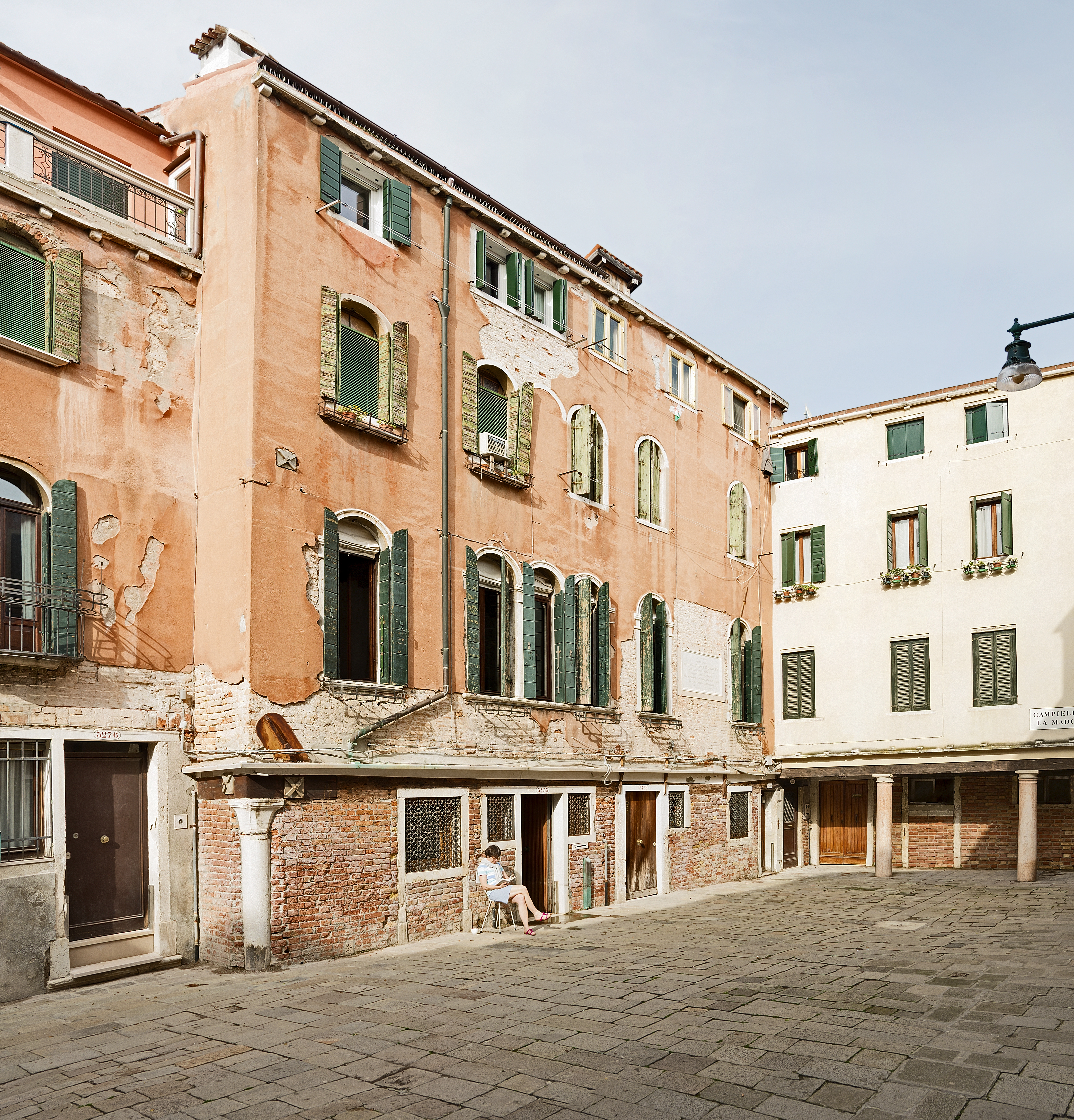
Casa de Guardi Cannaregio

Francesco Guardi nació en Venecia, en una familia de la nobleza menor procedente del Trentino. Su padre, Domenico (nacido en 1678), y sus hermanos, Nicolò y Gian Antonio, fueron también pintores. El último heredó el taller familiar a la muerte del padre en 1716. Probablemente todos contribuyeron como un equipo en algunos de los grandes encargos atribuidos más tarde a Francesco. Su hermana, Maria Cecilia, se casó con el prominente pintor Giovanni Battista Tiepolo. 
En 1735, Francesco pasó a trabajar en el taller de Michele Marieschi, donde permaneció hasta 1743. Sus primeras obras ciertas datan de 1738, para una parroquia de Vigo d'Anuania, en el Trentino. En este periodo trabajó junto a su hermano Gian Antonio, menos conocido que él. La primera obra firmanda por Francesco es un Santo adorando la eucaristía, realizada hacia 1739.
Sus obras de este periodo incluyeron paisajes así como representaciones figurativas. Sus primeras vedutas muestran la influencia tanto de Canaletto como de Luca Carlevarijs. El 15 de febrero de 1757 se casó con Maria Mathea Pagani, hija del pintor Matteo Pagani. El mismo año falleció su hermano Gian Antonio y nació su primer hijo, Vincenzo. Su segundo hijo, también famoso pintor, Giacomo, nació en 1764.
En 1763 trabajó en Murano, en la iglesia de san Pedro Mártir, acabando un Milagro de un santo dominico claramente influido por Alessandro Magnasco, en un estilo cuasi-expresionista.
Los trabajos de madurez más importantes de Francesco Guardi incluyen las Fiestas del dogo, una serie de doce lienzos que recuerdan las ceremonias celebradas en 1763 por la elección del dogo Alvise IV Mocenigo. En sus últimos años, la influencia de Canaletto en su arte disminuyó, como se muestra en la Piazzetta, de la Ca' d'Oro de Venecia. Alrededor de 1778, pintó la severa Santísima Trinidad apareciéndose a los santos Pedro y Pablo en la iglesia parroquial de Roncegno.
En 1782 el gobierno veneciano encargó a Guardi seis lienzos para celebrar la visita de los archiduques rusos a la ciudad (solo se conservan dos), y otros dos para la del papa Pío VI. El 12 de septiembre de ese año fue admitido en la Academia de Bellas Artes de Venecia.
Una atención mayor a los colores está presente en obras tardías como el Concierto de ochenta huérfanos de 1782, actualmente en Múnich, o en la Fachada de palacio con escalera en la Accademia Carrara de Bérgamo.
Francesco Guardi murió en Venecia en 1793.

## Estilo de madurez
Las obras maestras de Guardi no son una descripción del paisaje, sino cuadros con aéreo esfumado de las formas y los colores. En palabras de la Web Gallery of Art: La perspectiva, el espacio aéreo organizado, la solidez palladiana (...) son sustituidos por un estilo personal de escritura en color – ahora brillantemente caligráfica, y ahora brillantemente nublada.

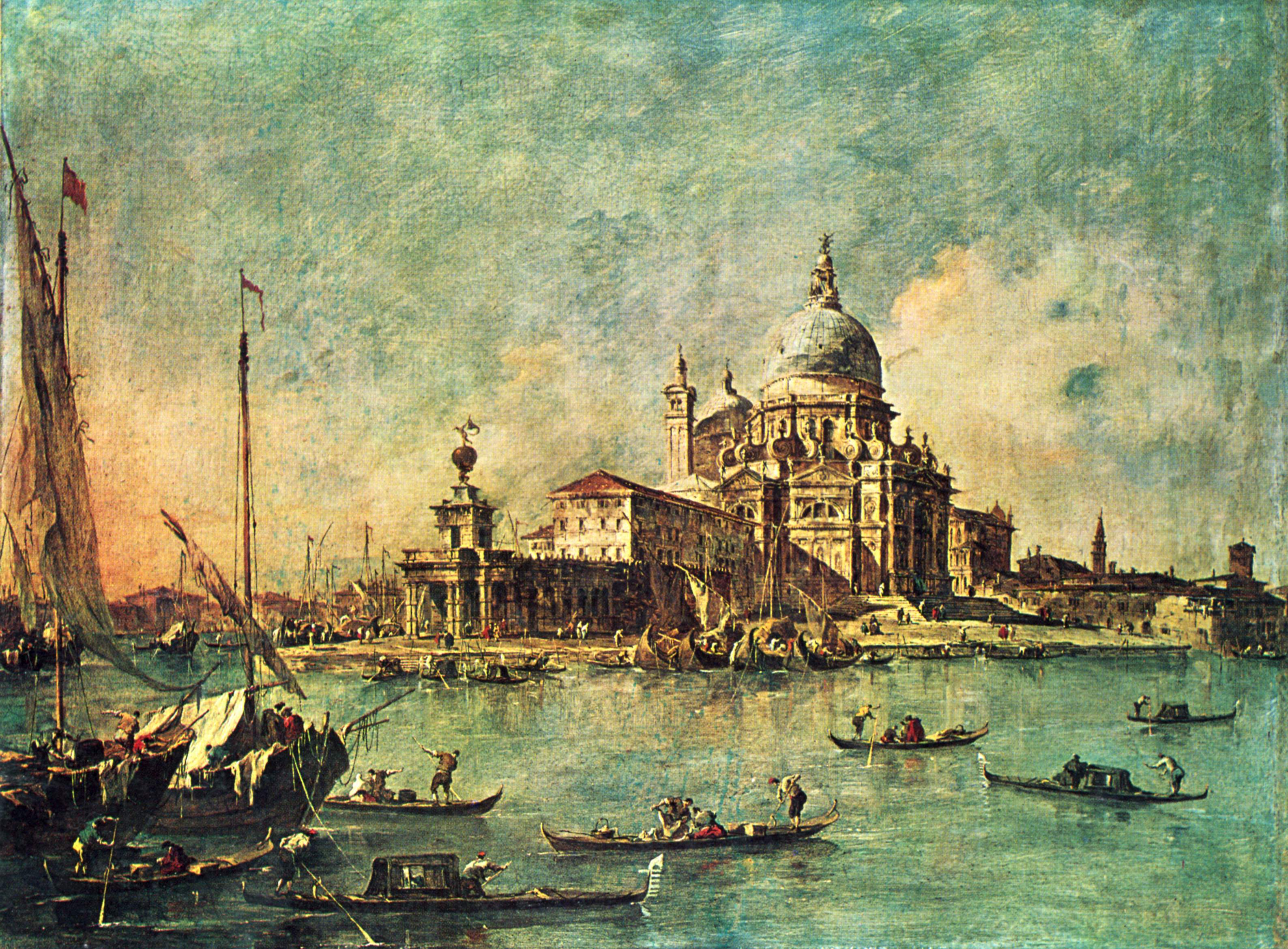
Vista de la Punta della Dogana en dirección a la Chiesa della Salute, hacia 1780.

Este estilo pictórico es conocido como pittura di tocco (de toque) por sus pequeñas y enérgicas pinceladas puntuales. En esto se aparta del estilo de Canaletto, más sólido, meticulosamente dibujado y exacto desde el punto de vista arquitectónico. Este estilo de pintura más suelto fue asimismo usado por Giovanni Battista Piazzetta y Sebastiano Ricci. Las pinturas religiosas de Guardi tienen también algo del esfumado dulcificado del estilo boloñés de Barocci. Esta forma de pintar, siglos después, haría que las obras de Guardi fueran muy apreciadas por los impresionistas franceses.
Mientras que Canaletto parece haberse concentrado en una representación meticulosa de la arquitectura, en Guardi los edificios parecen a menudo estar disolviéndose y hundiéndose en una laguna lodosa. Los lienzos de Canaletto a menudo presentan intrincadas líneas y brillantes detalles de estructuras urbanas, y presentan a Venecia a la luz del sol. En cambio, los cielos de Guardi están nublados y el tiempo es crepuscular. Estos contrastes, sin embargo, simplifican los hechos, puesto que Canaletto a menudo pintó la monótona vida comunal y los barrios (creando en ellos algunas cualidades artísticas épicas), mientras que Guardi no eludía pintar las ceremonias, ya en aquel entonces vanas, de la Venecia ducal. En último término, las pinturas de Guardi evocan el comienzo de la disipación. La ciudadanía se ha hundido en una masa minúscula de "fisgones", incapaces de salvar la República en decadencia, como ocurre por ejemplo en el Fuego en el depósito de aceite de San Marcuola. Era una representación adecuada del imperio que declinaba rápidamente para convertirse, en palabras de Napoleón, en la "sala de Europa" ocupada por casinos, carnavales y cortesanas de alquiler.

## Obras
A Francesco Guardi se le atribuyen cerca de 850 obras, entre las cuales están:

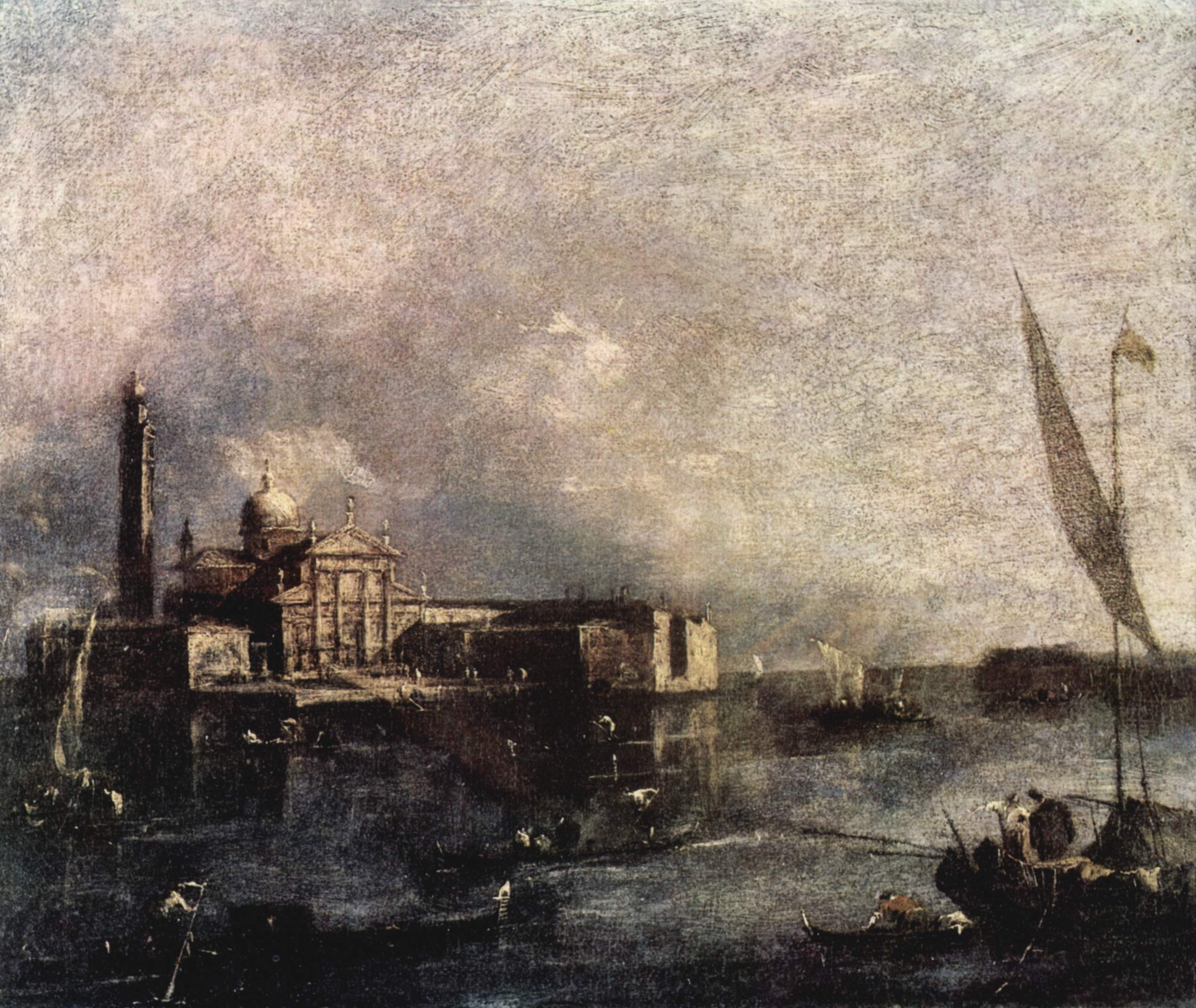
L'Isola di San Giorgio, de Guardi, segunda mitad del, óleo sobre lienzo, Galería Estense, Módena.

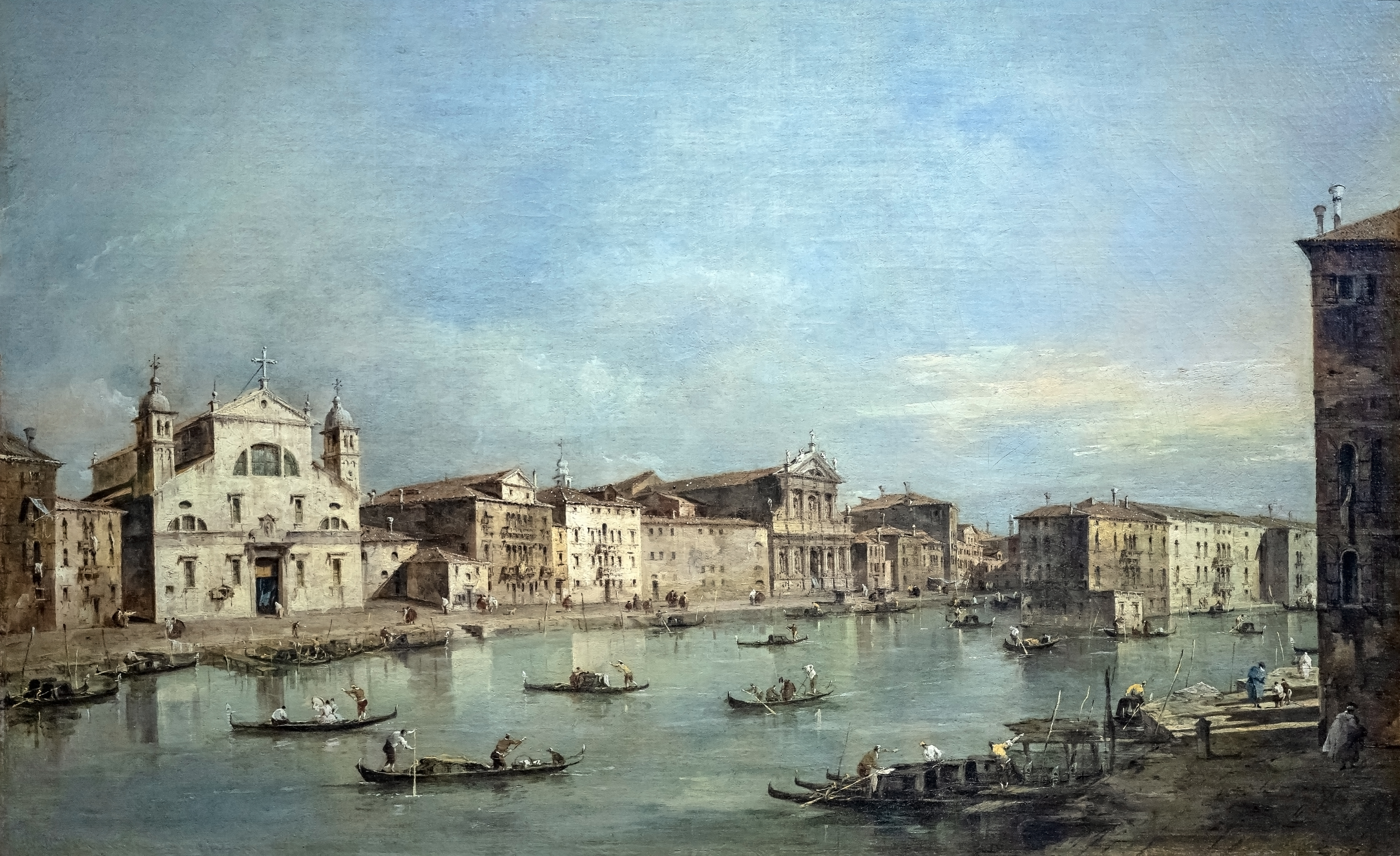
Vista del Gran Canal con Santa Lucia y santa Maria de Nazareth, circa 1780, Museo Thyssen-Bornemisza, Madrid.

- Santo adorando la Eucaristía, ca. 1740, óleo sobre lienzo, 87 x 69, Trento, Museo Nazionale
- La Caridad, ca. 1747, óleo sobre tabla, 160 x 76, Sarasota, Museo Ringling
- La Esperanza, ca. 1747, óleo sobre tabla, Sarasota, Museo Ringling
- Historias de Tobías, 1750 - 1752, siete lienzos, Venecia, iglesia dell'Angelo Raffaele, (atribuida)
- La Plaza de San Marcos, ca. 1760, óleo sobre lienzo, 62 x 96, Bergamo, Accademia Carrara
- Milagro de un santo dominico, 1763, óleo sobre lienzo, 121 x 172, Viena, Kunsthistorisches Museum
- El Puente de Rialto por la Fondamenta del Carbon, 1764, óleo sobre lienzo, 122 x 205, Pyrfort Court, Colección Iveagh
- La Plaza de San Marcos hacia la Basílica y la Torre dell'Orologio, 1764, óleo sobre lienzo, 122 x 205, Pyrfort Court, Colección Iveagh
- La Trinidad con los santos Pedro y Pablo, 1778, óleo sobre lienzo, 295 x 155, Roncegno, iglesia parroquial
- Góndola en la laguna, 1780, óleo sobre lienzo, 25 x 38, Milán, Museo Poldi-Pezzoli
- El Gran Canal con Santa Lucia y Santa Maria di Nazareth, c. 1780, óleo sobre lienzo, 48 x 78, Madrid, Museo Thyssen-Bornemisza.
- El Gran Canal con San Simeone Piccolo y Santa Lucía, c. 1780, óleo sobre lienzo, 48 x 78, Madrid, ídem
- El encuentro de Pío VI con el dux en San Giorgio in Alga, 1782, óleo sobre lienzo, 52 x 68, Milán, colección Rossello
- El pontifical en San Zanipolo, 1782, óleo sobre lienzo, 52 x 67, Cleveland, Museum of Art
- La despedida de Pío VI y el dux, 1782, óleo sobre lienzo, 52 x 69, Cleveland, Museum of Art
- El palco pontificio en la piazza San Zanipolo, 1782, óleo sobre lienzo, 37 x 31, Washington D. C., National Gallery
- Concierto de damas en el casino dei Filarmonici, 1782, óleo sobre lienzo, 67 x 90, Múnich, Alte Pinakothek
- Desfile en la Plaza de San Marcos, 1782, óleo sobre lienzo, 67 x 90, Venecia, Fondazione Giorgio Cini
- La mongolfiera, 1784, óleo sobre lienzo, 66 x 51, Berlín, Staatliche Museen
- El muelle de San Marcos hacia l'isola di San Giorgio, ca 1785, óleo sobre lienzo, 36 x 44, Módena, Galería Estense
- Incendio del depósito de aceite de San Marcuola, 1790, óleo sobre lienzo, 41 x 60, Venecia, Gallerie dell'Accademia
- Incendio del depósito de aceite de San Marcuola, 1790, óleo sobre lienzo, 42 x 62, Múnich, Alte Pinakothek